# Maniac Trasher
Pour plus de détails, voir Fiche technique et Distribution.
Maniac Trasher ou L'Écorcheur au Québec (Dark Asylum) est un thriller américain réalisé par Gregory Gieras, sorti en 2001.

## Synopsis
Après une longue traque dans les égouts dans lesquels il s'abrite, Trasher, un homme fou et sinistre, est fait prisonnier dans un asile sous la surveillance du Dr Maggie Belham. Mais il finit par s'évader et c'est la panique dans toute la ville...

## Distribution
- Larry Drake : Trasher
- Paulina Porizkova : Dr Maggie Belham
- Judd Nelson : Quitz
- Jürgen Prochnow : Dr Fallon